# Яшково (Куявсько-Поморське воєводство)
Яшково (пол. Jaszkowo) — село в Польщі, у гміні Сошно Семполенського повіту Куявсько-Поморського воєводства.
Населення — 94 особи (2011).
У 1975-1998 роках село належало до Бидгощського воєводства.

## Демографія
Демографічна структура станом на 31 березня 2011 року:
|          | Загалом | Допрацездатний вік | Працездатний вік | Постпрацездатний вік |
| -------- | ------- | ------------------ | ---------------- | -------------------- |
| Чоловіки | 49      | 6                  | 39               | 4                    |
| Жінки    | 45      | 9                  | 27               | 9                    |
| Разом    | 94      | 15                 | 66               | 13                   |